# Oamaru Peak
Oamaru Peak är en bergstopp i Antarktis. Den ligger i Östantarktis. Nya Zeeland gör anspråk på området. Toppen på Oamaru Peak är 1 000 meter över havet.
Terrängen runt Oamaru Peak är varierad, och sluttar norrut. Trakten är obefolkad. Det finns inga samhällen i närheten. 